# Savvas Savvas
Savvas Savvas (griechisch Σάββας Σάββας, * 7. Juli 1997 in Drama, Griechenland) ist ein griechischer Handballspieler.

## Karriere

### Verein
Savvas begann mit fünf Jahren in seiner Heimatstadt bei GS Drama 86 mit dem Handballspielen. Im März 2014 wechselte er nach Deutschland und spielte im Jugendbereich von Eintracht Hildesheim. Anschließend lief er mit nur 17 Jahren für die erste Mannschaft in der 2. Handball-Bundesliga auf. 2015 wechselte der gebürtige Grieche nach dem Abstieg von Eintracht Hildesheim zum ASV Hamm-Westfalen, um dort weiter in der 2. Liga zu spielen. Im Sommer 2017 kehrte er nach Hildesheim zurück, wo er mit 289 Toren in 36 Spielen Torschützenkönig der 2. Bundesliga 2017/18 wurde. Zur Saison 2018/19 wechselte er zum deutschen Bundesligisten GWD Minden, erlitt jedoch bereits in der Vorbereitungsphase einen Teilriss des vorderen Kreuzbandes. Nach der Saison 2019/20 verließ er Minden. Im Oktober 2020 schloss er sich dem Zweitligisten TV Großwallstadt an. Im Sommer 2022 kehrte er zum ASV Hamm-Westfalen zurück. Zur Saison 2022/23 wechselte Savvas zum griechischen Erstligisten Olympiakos SFP. Im EHF European Cup der Männer 2023/24 erreichte er mit Piräus die Finalspiele gegen Valur Reykjavík. Nach einem 26:30 in Island und einem 31:27 zu Hause scheiterte er im anschließenden Siebenmeterwerfen als einziger Werfer mit dem letzten Versuch an der Latte. In derselben Spielzeit gewann er mit Olympiakos die griechische Meisterschaft.

### Nationalmannschaft
Am 8. März 2023 bestritt er sein erstes Spiel für die griechische Nationalmannschaft gegen Belgien. Bei der Europameisterschaft 2024 belegte er mit dem Team den 23. Platz.